# Tywęzy (gromada)
Tywęzy (do 30 VI 1956 Blunaki) – dawna gromada, czyli najmniejsza jednostka podziału terytorialnego Polskiej Rzeczypospolitej Ludowej w latach 1954–1972.
Gromady, z gromadzkimi radami narodowymi (GRN) jako organami władzy najniższego stopnia na wsi, funkcjonowały od reformy reorganizującej administrację wiejską przeprowadzonej jesienią 1954 do momentu ich zniesienia z dniem 1 stycznia 1973, tym samym wypierając organizację gminną w latach 1954–1972.
Gromadę Tywęzy z siedzibą GRN w Tywęzach utworzono 1 lipca 1956 w powiecie sztumskim w woj. gdańskim na mocy uchwały Nr 9/XI/56 WRN w Gdańsku z 16 maja 1956, zatwierdzonej uchwałą Nr 559/56 Rady Ministrów z 11 września 1956, przez przeniesienie siedziby gromady Blunaki z Blunaków do Tywęz i zmianę nazwy jednostki na gromada Tywęzy.
1 stycznia 1958 gromadę Tywęzy zniesiono (błędnie podano nazwę Blunaki, którą zniesiono w 1956 roku), a jej obszar włączono do nowo utworzonej gromady Dzierzgoń w tymże powiecie.